# Rita Moreno

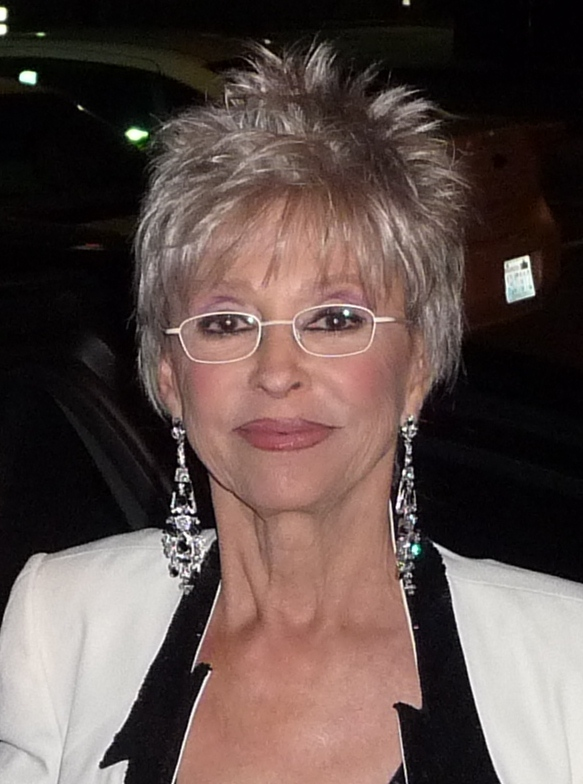
Rita Moreno în 2011

Rita Moreno  numele la naștere Rosa Dolores Alverío Marcano (n. 11 decembrie 1931, Humacao, Porto Rico, SUA) este o actriță, cântăreață și dansatoare americană de origine portoricană. În cariera ei de peste 70 de ani, a sărbătorit succesele atât pe Broadway, cât și la Hollywood. Moreno este una dintre puținele artiste care au câștigat toate premiile de top ale industriei de divertisment din America, inclusiv Oscar, Grammy, Emmy, Premiile Tony și Globul de Aur.
Printre cele mai cunoscute filme ale sale se numără Pescarul din Louisiana (1950), Cântând în ploaie (1952), Poveste din cartierul de vest (1961) și Vară și fum (1961).

## Biografie
Născută în Puerto Rico, la vârsta de cinci ani, Moreno s-a mutat la New York împreună cu mama ei. La vârsta de unsprezece ani dubla filmele americane în limba spaniolă. A avut primul rol pe Broadway la 13 ani, care a atras atenția căutătorilor de talente de la Hollywood, unde și-a făcut debutul în filmul So Young, So Bad din anul 1950, alături de Paul Henreid. A jucat în mai multe filme în următorul deceniu, dar a fost nemulțumită de rolurile ei stereotipe, mai ales jucând roluri de fete latine cu sânge fierbinte și naive în roluri secundare.
La începutul anilor 1950 i s-a acordat un mic rol al vedetei de film mut Zelda Zanders, în Cântând în ploaie, unul dintre cele mai de succes musicaluri de film din toate timpurile. Probabil cel mai bun rol al ei de film din anii 1950 a fost în The King and I, alături de Yul Brynner și Deborah Kerr regizat de Walter Lang.
În 1961, Moreno a jucat-o pe imigranta portoricană Anita, al cărei iubit moare în conflitele dintre bande, în filmul musical Poveste din cartierul de vest, și a devenit prima actriță hispanică care a câștigat un premiu Oscar (pentru cea mai bună actriță în rol secundar). Rolul a făcut-o pe Moreno cunoscută în întreaga lume, dar ofertele de rol la Hollywood care au urmat, erau încă unilaterale. Moreno a refuzat aceste roluri și s-a întors la Broadway.
Abia în 1969 a reluat roluri de film la Hollywood, apărând alături de Marlon Brando în Seara zilei următoare (The Night of the Following Day) și alături de James Garner în Marlowe. În 1975, a primit un premiu Tony la Broadway pentru interpretarea din comedia lui Terrence McNally The Ritz, rol pe care l-a jucat un an mai târziu în adaptarea cinematografică cu același nume.
Moreno a câștigat un premiu Grammy în 1972 cu albumul al coloanei sonore Electric Company. A primit Premiul Emmy pentru performanță individuală remarcabilă într-un program de varieteu sau muzică în 1977 pentru apariția ei ca invitată la The Muppet Show. În anii 1980, a jucat în sitcomul 9 to 5 (De la 9 la 5), care se baza pe filmul cu același nume.
Din 2017, Moreno este un membru principal al distribuției premiate a comediei Netflix One Day at a Time, interpretând-o pe matriarha iubitoare de distracție a unei familii cubano-americane. În remake-ul lui Steven Spielberg din 2021 pentru Poveste din cartierul de vest, Moreno are un rol secundar ca vânzătoarea Valentina (bazat pe personajul lui Doc din originalul West Side Story) și este și co-producător.

## Filmografie selectivă

### Cinema
- 1950 So Young, So Bad, regia Bernard Vorhaus și Edgar G. Ulmer
- 1950 Pagan Love Song, regia Robert Alton
- 1950 Pescarul din Louisiana (The Toast of New Orleans), regia Norman Taurog
- 1952 Cântând în ploaie (Singin' in the Rain), regia Gene Kelly și Stanley Donen
- 1953 La pattuglia delle giubbe rosse (Fort Vengeance), regia Lesley Selander
- 1953 Amanți latini (Latin Lovers), regia Mervyn LeRoy
- 1954 The Yellow Tomahawk, regia Lesley Selander
- 1954 Garden of Evil, regia Henry Hathaway
- 1955 Carovana verso il Sud (Untamed), regia Henry King
- 1955 Seven Cities of Gold, regia Robert D. Webb
- 1956 The King and I, regia Walter Lang
- 1956 The Vagabond King, regia Michael Curtiz
- 1957 The Deerslayer, regia Kurt Neumann
- 1960 This Rebel Breed, regia Richard Bare
- 1961 Poveste din cartierul de vest (West Side Story), regia Robert Wise și Jerome Robbins
- 1961 Vară și fum (Summer and Smoke), regia Peter Glenville
- 1962 Samar, regia George Montgomery
- 1963 Cry of Battle, regia Irving Lerner
- 1969 The Night of the Following Day, regia Hubert Cornfield
- 1969 Popi, regia Arthur Hiller
- 1969 Marlowe (Marlowe), regia Paul Bogart
- 1971 Cunoaștere carnală (Carnal Knowledge), regia Mike Nichols
- 1976 The Ritz, regia Richard Lester
- 1981 The Four Seasons, regia Alan Alda
- 1998 Slums of Beverly Hills, regia Tamara Jenkins
- 2000 Blue Moon, regia John A. Gallagher
- 2014 Six Dance Lessons in Six Weeks, regia Arthur Allan Seidelman
- 2021 Poveste din cartierul de vest (West Side Story), regia Steven Spielberg
- 2023 80 for Brady, regia Kyle Marvin
- 2023 Fast X, regia Louis Leterrier

## Discografíe
- 2015 Una Vez Más
- 1961 West Side Story Musical
- 1973 The Electric Company

## Premii și nominalizări
- Premiile Oscar
  - 1962 – Cea mai bună actriță în rol secundar pentru filmul Poveste din cartierul de vest
- Premiile Globul de Aur
  - 1962 – Cea mai bună actriță în rol secundar pentru filmul Poveste din cartierul de vest
  - 1977 – Nominalizare la Cea mai bună actriță în rol secundar pentru filmul The Ritz
  - 1983 – Nominalizare la Cea mai bună actriță într-un serial de televiziune de comedia sau musical pentru filmul De la 9 la 5 (serial TV)
- Premiile Grammy
  - 1972 – Cel mai bun album pentru copii pentru The Electric Company Album
- Premiul Sindicatului Actorilor
  - 2013 – Premiul pentru cariera sa
- Premiile BAFTA
  - 1977 – Nominalizare la Cea mai bună actriță în rol secundar pentru filmul The Ritz
- Laurel Award
  - 1962 – Cea mai bună actriță în rol secundar pentru filmul Poveste din cartierul de vest